# Risius belona
Risius belona är en insektsart som beskrevs av Ronald Gordon Fennah 1967. Risius belona ingår i släktet Risius och familjen Dictyopharidae. Inga underarter finns listade i Catalogue of Life.